# Brookside (Alabama)
Brookside város az USA Alabama államában, Jefferson megyében. Lakosainak száma 1253 fő (2020. április 1.).

## Népesség
A település népességének változása:
| Lakosok száma | 1363 | 2896 | 1253 |
|               | 2010 | 2013 | 2020 |